# 에스타디오 아스테카
에스타디오 아스테카(Estadio Azteca)는 멕시코 멕시코 시티에 있는 축구 경기장으로 멕시코 축구 국가대표팀과 클루브 아메리카의 홈구장으로 사용되고 있다. 1968년 하계 올림픽과 1970년 FIFA 월드컵, 1975년 팬아메리칸 게임과 1983년 FIFA 세계 청소년 축구 선수권 대회, 1986년 FIFA 월드컵과 1999년 FIFA 컨페더레이션스컵 경기가 열렸으며 2026년 FIFA 월드컵 개최 경기장 중 하나로 선정되며 1986년 월드컵 이후 40년만에 월드컵 본선을 치를 예정이다.

## 갤러리

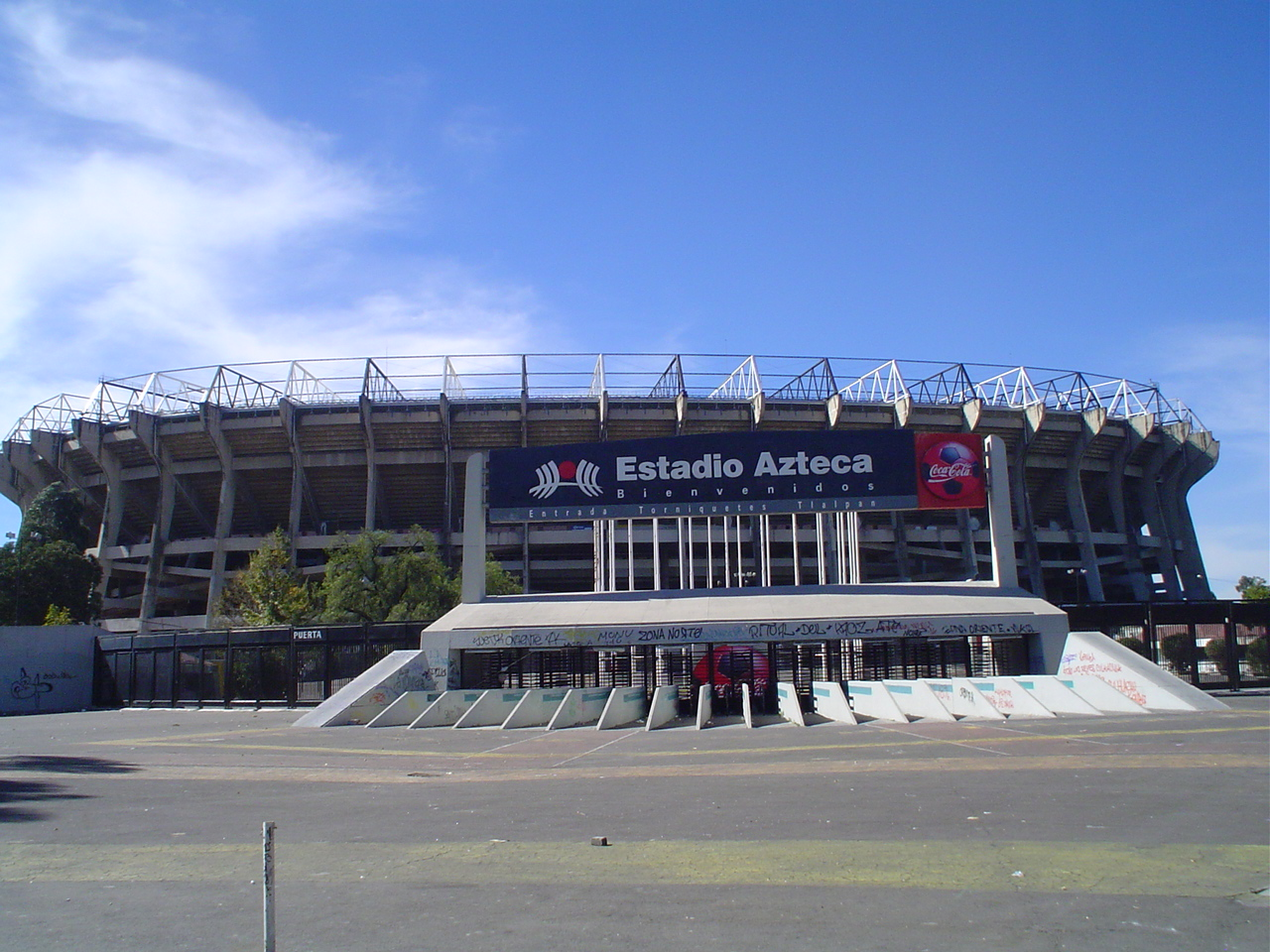
경기장 외관
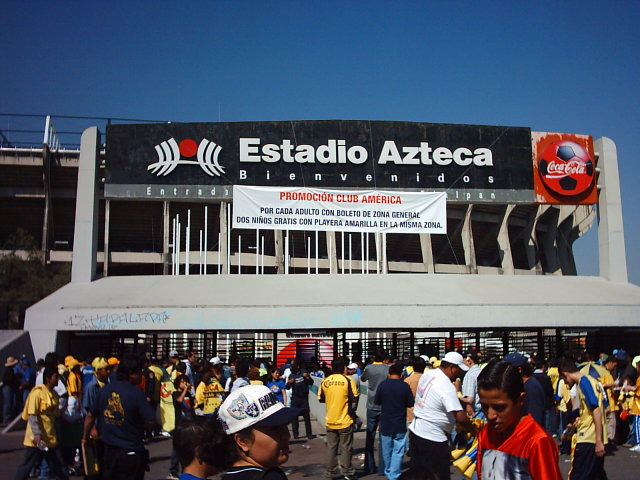
경기장에 입장하고 있는 관중들

## 기록

### 1970년 FIFA 월드컵
| 날짜            | 팀 1     | 스코어 | 팀 2       | 라운드     |
| --------------- | -------- | ------ | ---------- | ---------- |
| 1970년 5월 31일 | 멕시코   | 0 - 0  | 소련       | 1조        |
| 1970년 6월 3일  | 벨기에   | 3 - 0  | 엘살바도르 | 1조        |
| 1970년 6월 6일  | 소련     | 4 - 1  | 벨기에     | 1조        |
| 1970년 6월 7일  | 멕시코   | 4 - 0  | 엘살바도르 | 1조        |
| 1970년 6월 10일 | 소련     | 2 - 0  | 엘살바도르 | 1조        |
| 1970년 6월 11일 | 멕시코   | 1 - 0  | 벨기에     | 1조        |
| 1970년 6월 14일 | 우루과이 | 1 - 0  | 소련       | 8강        |
| 1970년 6월 17일 | 이탈리아 | 4 - 3  | 서독       | 준결승     |
| 1970년 6월 20일 | 서독     | 1 - 0  | 우루과이   | 3위 결정전 |
| 1970년 6월 21일 | 브라질   | 4 - 1  | 이탈리아   | 결승       |

### 1986년 FIFA 월드컵
| 날짜            | 팀 1       | 스코어 | 팀 2     | 라운드 |
| --------------- | ---------- | ------ | -------- | ------ |
| 1986년 5월 31일 | 이탈리아   | 1 - 1  | 불가리아 | A조    |
| 1986년 6월 3일  | 멕시코     | 2 - 1  | 벨기에   | B조    |
| 1986년 6월 7일  | 멕시코     | 1 - 1  | 파라과이 | B조    |
| 1986년 6월 11일 | 멕시코     | 1 - 0  | 이라크   | B조    |
| 1986년 6월 15일 | 멕시코     | 2 - 0  | 불가리아 | 16강   |
| 1986년 6월 18일 | 잉글랜드   | 3 - 0  | 파라과이 | 16강   |
| 1986년 6월 22일 | 아르헨티나 | 2 - 1  | 잉글랜드 | 8강    |
| 1986년 6월 25일 | 아르헨티나 | 2 - 0  | 벨기에   | 준결승 |
| 1986년 6월 29일 | 아르헨티나 | 3 - 2  | 서독     | 결승   |

## 같이 보기
- 1970년 FIFA 월드컵
- 1986년 FIFA 월드컵
- 2026년 FIFA 월드컵